# Nadżdżara
Nadżdżara (arab. نجارة) – wieś w Syrii, w muhafazie Aleppo. W 2004 roku liczyła 1053 mieszkańców.